# Liberman Live
Liberman Live è il primo album live della cantautrice statunitense Vanessa Carlton, registrato durante il Liberman tour e pubblicato nell'ottobre 2016.

## Tracce
Testi e musiche di Vanessa Carlton, eccetto dove indicato.
1. Take It Easy – 5:36 (Vanessa Carlton, Stephen John Osborne)
2. Blue Pool – 3:25
3. Nothing Where Something Used To Be – 4:24 (Carlton, Osborne)
4. House of Seven Swords – 3:44 (Carlton, Osborne)
5. Operator – 3:21 (Carlton, John J. McCauley III)
6. Willows – 3:54 (Carlton, Osborne)
7. Matter of Time – 3:31
8. River – 3:32
9. A Thousand Miles – 4:27